# Farsta

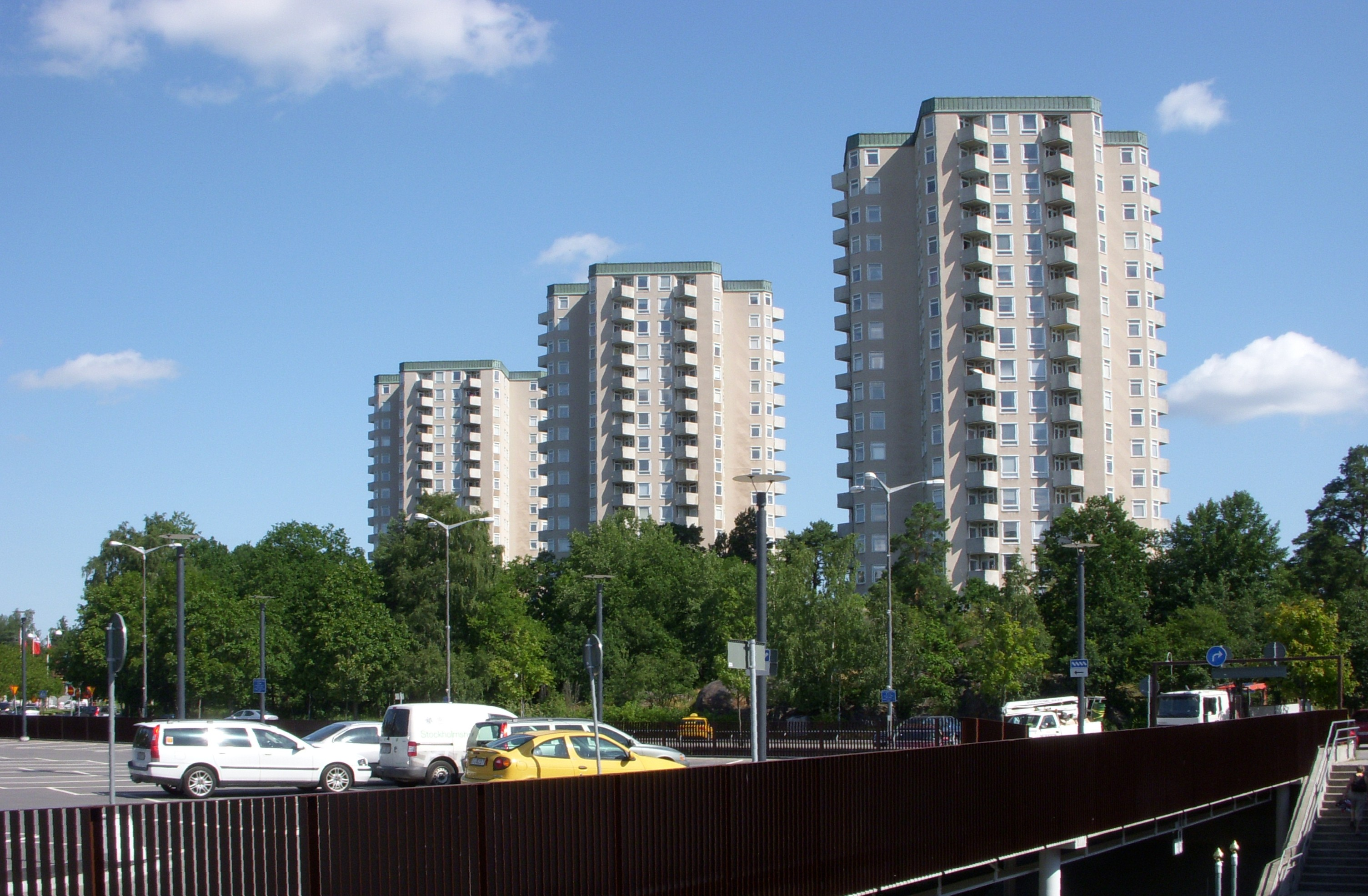

Farsta é um distrito da cidade de Estocolmo. A distância de Farsta ao centro de Estocolmo é de 8 km. O distrito faz fronteira com Hökarängen, Sköndal, Larsboda, Farsta Strand e Fagersjö. Tem acesso á estação de metro de Fasta pela linha verde.